# Chorizococcus abortivus
Chorizococcus abortivus är en insektsart som beskrevs av Mckenzie 1967. Chorizococcus abortivus ingår i släktet Chorizococcus och familjen ullsköldlöss. Inga underarter finns listade i Catalogue of Life.